# A New Kind of Science
Escrito por Stephen Wolfram e publicado em 2002, A New kind of Science (literalmente Um Novo tipo de Ciência) é um livro controverso e com um objetivo, no mínimo, ambicioso: introduzir um novo ramo na ciência moderna, o do estudo dos sistemas computacionais por si mesmos. O livro está disponível para leitura na internet. Ver links abaixo.
A teoria de A New Kind of Science se divide em duas linhas: a de que a natureza da computação deve ser explorada experimentalmente, e de que os resultados desses experimentos têm grande relevância para o entendimento do mundo real.
Desde seu advento na década de 1930 a computação tem sido abordada de duas principais maneiras: a da engenharia, que busca construir sistemas práticos usando a computação; e da matemática, que busca provar teoremas sobre computação. Wolfram busca introduzir uma terceira maneira, a da investigação sistemática e empírica dos sistemas computacionais.

## Do Simples, o Complexo
É natural imaginar que algo complexo seja resultado de um processo igualmente complexo. Em A New Kind of Science Wolfram derruba esse dogma demonstrando através dos exemplos presentes no livro que programas de computador relativamente simples podem dar origens a padrões extremamente complexos. Os exemplos do livro não se limitam a padrões visuais gerados em computador, eles vão de folhas de árvore à rachaduras em sólidos, chegando até mesmo a fenômenos da física. Tudo modelado através de programas simples.
Os sistemas explorados no livro incluem autômatos celulares em 1, 2 e 3 dimensões, autômatos móveis, máquinas de Turing em 1 e 2 dimensões, uma variedade de sistemas de substituição e redes, funções recursivas primitivas, funções recursivas aninhadas, equações diferencias parciais, combinadores e vários outros.
Para conseguir “transcrever” tão diferentes elementos em algoritmos computacionais Wolfram teve de desenvolver toda uma nova metodologia de análise computacional visto que a matemática tradicional falhava em descrever com sucesso a complexidade encontrada nesses sistemas.
Essa nova metodologia, uma combinação de experimentos e posicionamento teórico, é, segundo Wolfram, o modo mais realista de fazer progressos científicos com sistemas computacionais.

## Mapeando o Universo Computacional
Dado que regras muito simples podem gerar coisas muito complexas, como estudá-las? Wolfram acredita que seja necessário explorar sistematicamente todos esses sistemas computacionais e documentar o que eles fazem. Ele acredita que esse estudo pode se tornar um novo ramo da ciência, como a física ou a química. O objetivo básico desse campo é entender e caracterizar o universo computacional usando métodos experimentais.
O novo ramo de exploração científica proposto admite várias formas de produção científica. Por exemplo, classificações qualitativas como as encontradas na biologia são normalmente resultado de incursões iniciais na selva computacional. Por outro lado, provas explícitas que certos sistemas processam essa ou aquela função também são admissíveis.
Há também formas de produção que são de alguma maneira únicas a esse campo de estudo. Por exemplo, a descoberta de mecanismos computacionais que emergem de diferentes sistemas, mas de formas absolutamente distintas.
Uma vez que esse novo campo lida com regras abstratas, pode em princípio lidar com assuntos pertinentes a outros campos da ciência. Contudo, a ideia de Wolfram é que novas ideias e mecanismos possam ser descobertos no universo computacional – onde podem ser vistos em suas formas mais puras – e então outros campos podem escolher entre as descobertas as que acharem mais relevantes.